# Billie Whitelaw
Billie Honor Whitelaw, CBE (ur. 6 czerwca 1932 w Coventry, zm. 21 grudnia 2014 w Londynie) – angielska aktorka filmowa, teatralna i telewizyjna, znana przede wszystkim z roli pani Baylock w kultowym horrorze Omen (1976).

## Życiorys
W 1963 poznała i rozpoczęła współpracę z irlandzkim dramaturgiem i późniejszym laureatem literackiej nagrody Nobla Samuelem Beckettem. Stała się muzą pisarza. Beckett napisał specjalnie dla niej wiele sztuk. Była żoną aktora Petera Vaughana. Odznaczona Orderem Imperium Brytyjskiego (1991).
Mieszkała w dzielnicy Hampstead w Londynie, gdzie zmarła 21 grudnia 2014.

## Wybrana filmografia

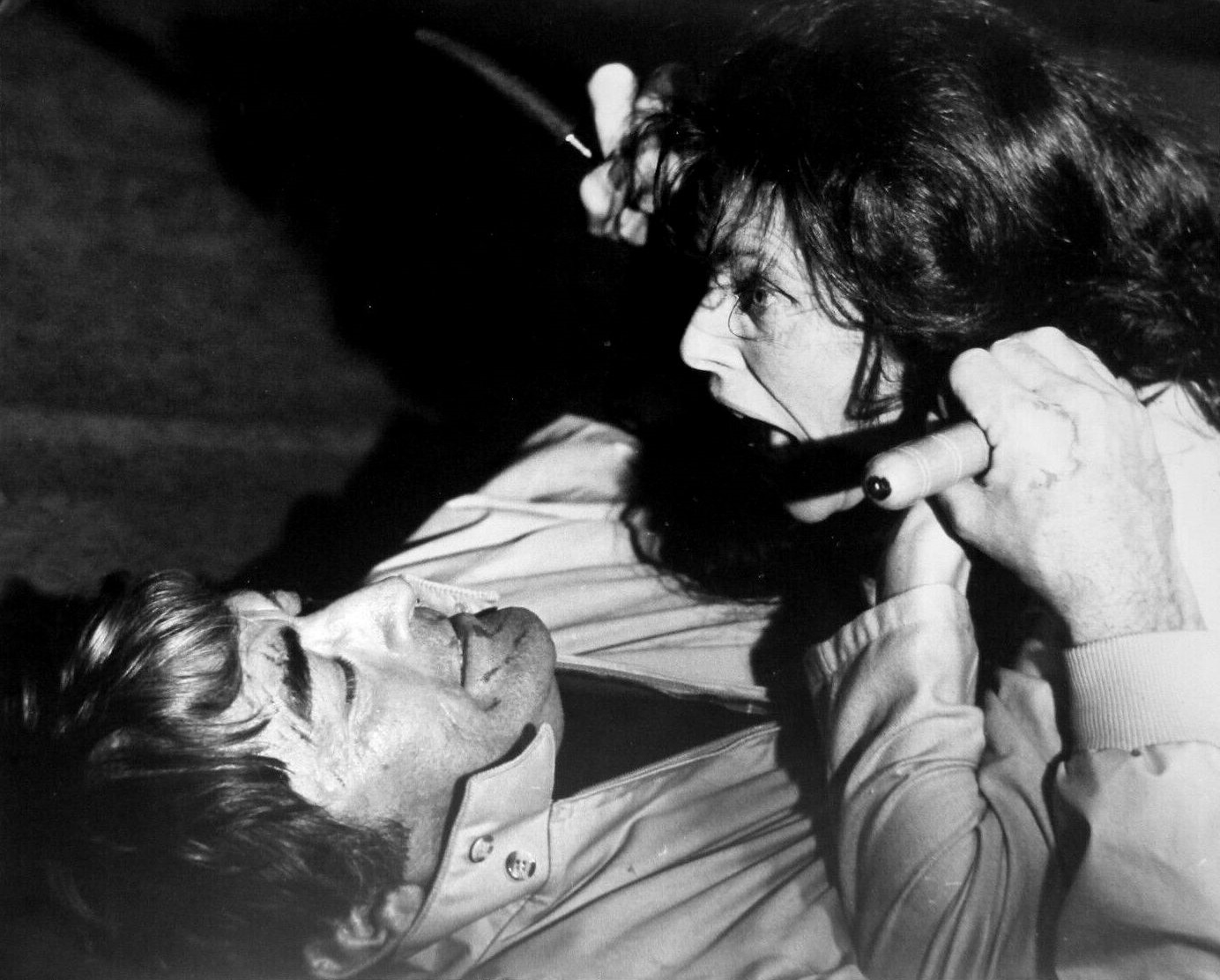
Gregory Peck i Whitelaw w filmie Omen (1976)

- Śpiący tygrys (1954) jako recepcjonistka
- Leo ostatni (1970) jako Margaret
- Zacznijcie rewolucję beze mnie (1970) jako królowa Maria
- Prywatny detektyw (1971) jako Ellen
- Szał (1972) jako Hetty Porter
- Nocne widma (1973) jako Sarah Cooke
- Omen (1976) jako pani Baylock
- Kosmos 1999 (1975-77; serial TV) jako Zamara (gościnnie, 1976)
- Wodne dzieci (1978) jako pani Tripp / indyjska księżniczka / starowinka / kobieta w czerni / strażniczka wodnych dzieci
- Opowieść o dwóch miastach (1980) jako madame Therese Defarge
- Elita morderców (1985) jako Margaret Baker
- Maurycy (1987) jako pani Hall
- Bracia Kray (1990) jako Violet Kray
- Freddie – agent F.R.O.7. (1992) jako Messina (głos)
- Jane Eyre (1996) jako Grace Poole
- Zaginiony syn (1998) jako pani Spitz
- Merlin (1998) jako Ambrosia
- Zatrute pióro (2000) jako madame LeClerc, matka Madeleine
- Hot Fuzz – Ostre psy (2007) jako Joyce Cooper